# Turkse presidentsverkiezingen
Turkse presidentsverkiezingen worden in Turkije gehouden als onderdeel van de algemene verkiezingen om de vijf jaar, om te bepalen wie de president van Turkije zal worden.
Sinds de oprichting van de republiek in 1923 zijn er 21 verkiezingen geweest, waarbij 12 verschillende Turkse burgers tot president zijn verkozen. Mustafa Kemal Atatürk en İsmet İnönü werden vier keer gekozen, Celal Bayar werd drie keer gekozen, Recep Tayyip Erdoğan werd twee keer gekozen, Cemal Gürsel, Cevdet Sunay, Fahri Korutürk, Turgut Özal, Süleyman Demirel, Ahmet Necdet Sezer en Abdullah Gül werden elk één keer gekozen. Kenan Evren werd de president zonder presidentsverkiezingen. Hij nam de titel aan als gevolg van de ratificatie van de huidige grondwet middels een referendum in 1982.

## Geschiedenis
Door de jaren heen zijn de aard en het belang van de Turkse presidentsverkiezingen binnen het Turkse systeem veranderd als gevolg van grondwetswijzigingen.

### Indirecte verkiezingen (1923-2014)
Aanvankelijk werd de president gekozen door parlementsleden in het Turkse parlement

### Directe verkiezingen sinds 2014
De president werd voor het eerst in de presidentsverkiezingen van 2014 rechtstreeks gekozen door het volk. Dit werd mede mogelijk gemaakt door een grondwetswijziging met de referendum in 2007 dat was opgezet en gesteund door de regerende Partij voor Rechtvaardigheid en Ontwikkeling (AK-partij).

### Presidentieel systeem sinds 2018
Na de goedkeuring van grondwetswijzigingen in een referendum in 2017, werd de Turkse president zowel staatshoofd als regeringsleider. Als gevolg hiervan werd het parlementaire systeem vervangen door een presidentieel systeem.

## Waarnemende presidenten
In geval van tijdelijke afwezigheid van de president wegens ziekte, reizen naar het buitenland of soortgelijke omstandigheden, fungeert de vicepresident als waarnemend president en oefent hij de bevoegdheden van de president uit totdat de president zijn functies hervat. Indien het presidentschap vacant wordt als als gevolg van overlijden, ontslag of om andere redenen, zal de vicepresident de taken op zich nemen tot de verkiezing van een nieuwe president.

## Lijst van Turkse presidentsverkiezingen
| Verkiezing            | Datum                 | Stem- gerechtigden    | Stemmen               | Aantal kandidaten     | Winnaar               | Aantal stemmen voor de winnaar | Percentage stemmen    |
| Indirect verkiezingen | Indirect verkiezingen | Indirect verkiezingen | Indirect verkiezingen | Indirect verkiezingen | Indirect verkiezingen | Indirect verkiezingen          | Indirect verkiezingen |
| --------------------- | --------------------- | --------------------- | --------------------- | --------------------- | --------------------- | ------------------------------ | --------------------- |
| 1e verkiezing         | 29 oktober 1923       | 333                   | 158                   | 1                     | Mustafa Kemal Atatürk | 158                            | 100                   |
| 2e verkiezing         | 1 november 1927       | 316                   | 288                   | 1                     | Mustafa Kemal Atatürk | 288                            | 100                   |
| 3e verkiezing         | 4 mei 1931            | 317                   | 289                   | 1                     | Mustafa Kemal Atatürk | 289                            | 100                   |
| 4e verkiezing         | 1 maart 1935          | 399                   | 386                   | 1                     | Mustafa Kemal Atatürk | 386                            | 100                   |
| 5e verkiezing         | 11 november 1938      | 399                   | 348                   | 1                     | İsmet İnönü           | 348                            | 100                   |
| 6e verkiezing         | 3 april 1939          | 429                   | 413                   | 1                     | İsmet İnönü           | 413                            | 100                   |
| 7e verkiezing         | 8 maart 1943          | 455                   | 435                   | 1                     | İsmet İnönü           | 435                            | 100                   |
| 8e verkiezing         | 5 juni 1946           | 465                   | 451                   | 3                     | İsmet İnönü           | 388                            | 86                    |
| 9e verkiezing         | 22 mei 1950           | 487                   | 453                   | 2                     | Celal Bayar           | 387                            | 85                    |
| 10e verkiezing        | 14 mei 1954           | 541                   | 513                   | 2                     | Celal Bayar           | 486                            | 95                    |
| 11e verkiezing        | 1 november 1957       | 638                   | 607                   | 1                     | Celal Bayar           | 434                            | 71                    |
| 12e verkiezing        | 26 oktober 1961       | 541                   | 513                   | 1                     | Cemal Gürsel          | 486                            | 95                    |
| 13e verkiezing        | 28 maart 1966         | 636                   | 532                   | 2                     | Cevdet Sunay          | 461                            | 87                    |
| 14e verkiezing        | 6 april 1973          | 635                   | 557                   | 4                     | Fahri Korutürk        | 365                            | 66                    |
| 15e verkiezing        | 12 maart 1980         | -                     | -                     | -                     | -                     | -                              | -                     |
| 16e verkiezing        | 31 oktober 1989       | 450                   | 285                   | 2                     | Turgut Özal           | 263                            | 92                    |
| 17e verkiezing        | 16 mei 1993           | 450                   | 431                   | 4                     | Süleyman Demirel      | 244                            | 57                    |
| 18e verkiezing        | 5 mei 2000            | 550                   | 533                   | 10                    | Ahmet Necdet Sezer    | 330                            | 62                    |
| 19e verkiezing        | 28 augustus 2007      | 550                   | 448                   | 3                     | Abdullah Gül          | 339                            | 76                    |
| Directe verkiezingen  |                       |                       |                       |                       |                       |                                |                       |
| 20e verkiezing        | 10 augustus 2014      | 55.892.858            | 41.026.021            | 3                     | Recep Tayyip Erdoğan  | 21.000.143                     | 51,8                  |
| 21e verkiezing        | 24 juni 2018          | 59.367.469            | 51.197.959            | 6                     | Recep Tayyip Erdoğan  | 26.330.823                     | 52,6                  |